# Гомельський палацово-парковий ансамбль

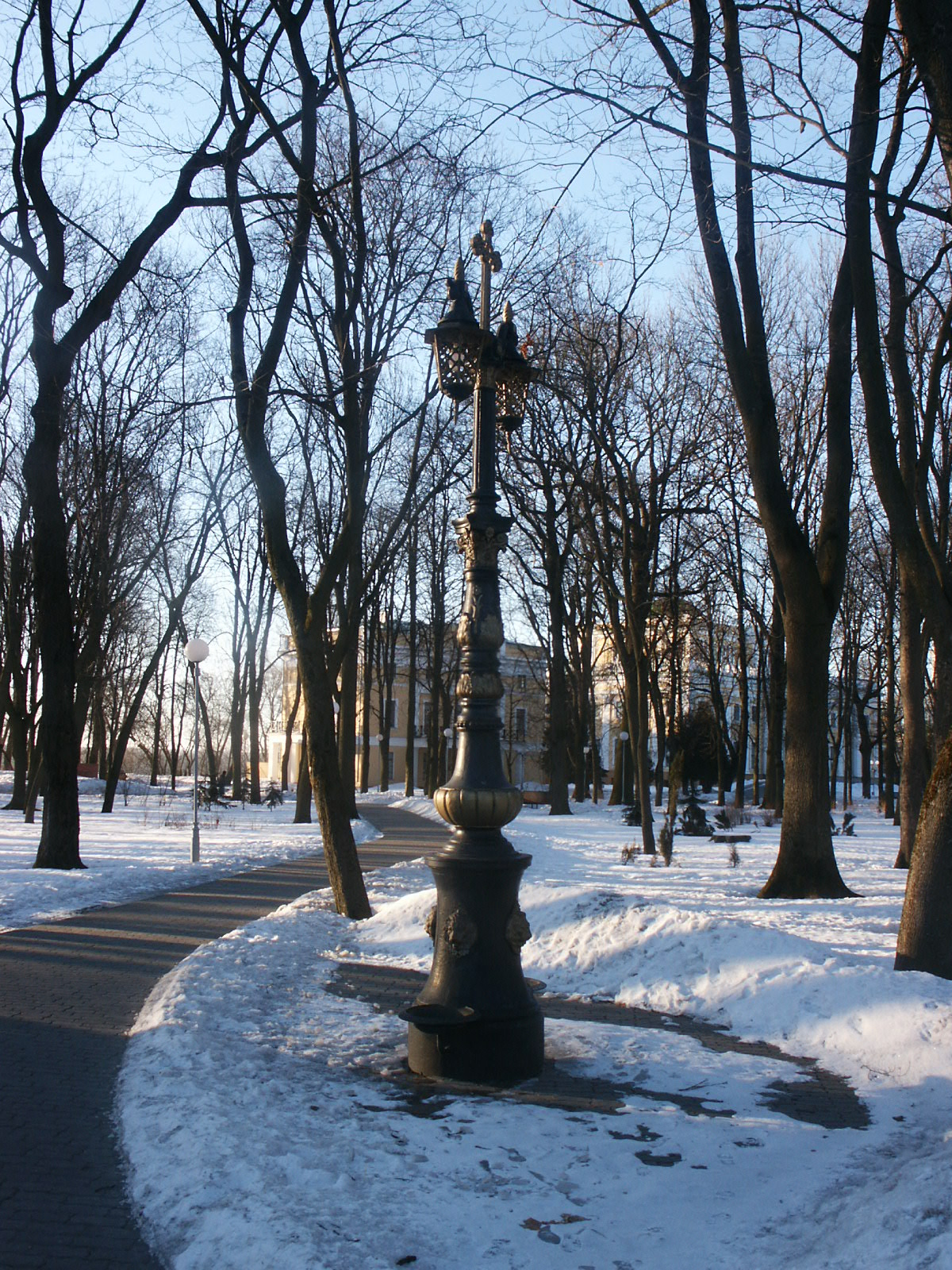
У південній частині парку

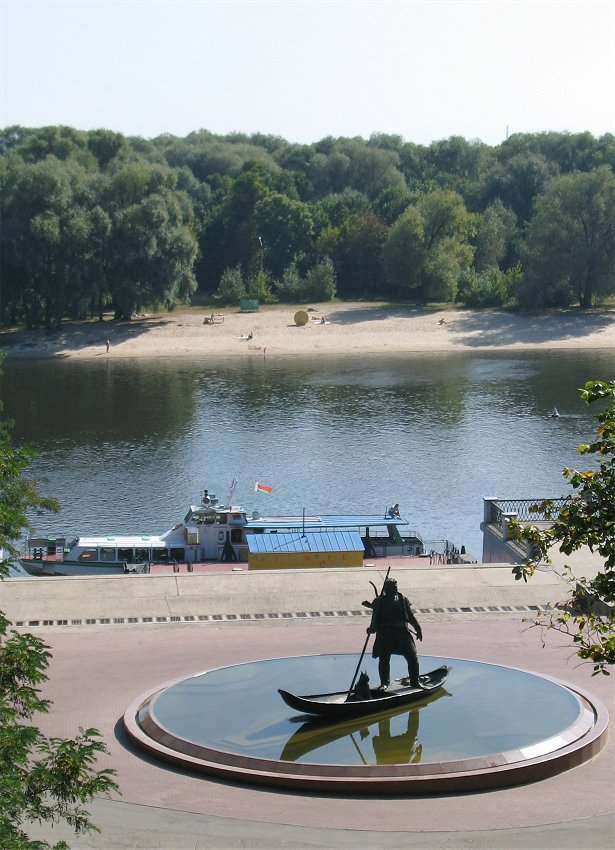
Cкульптурна композиція "Човняр"

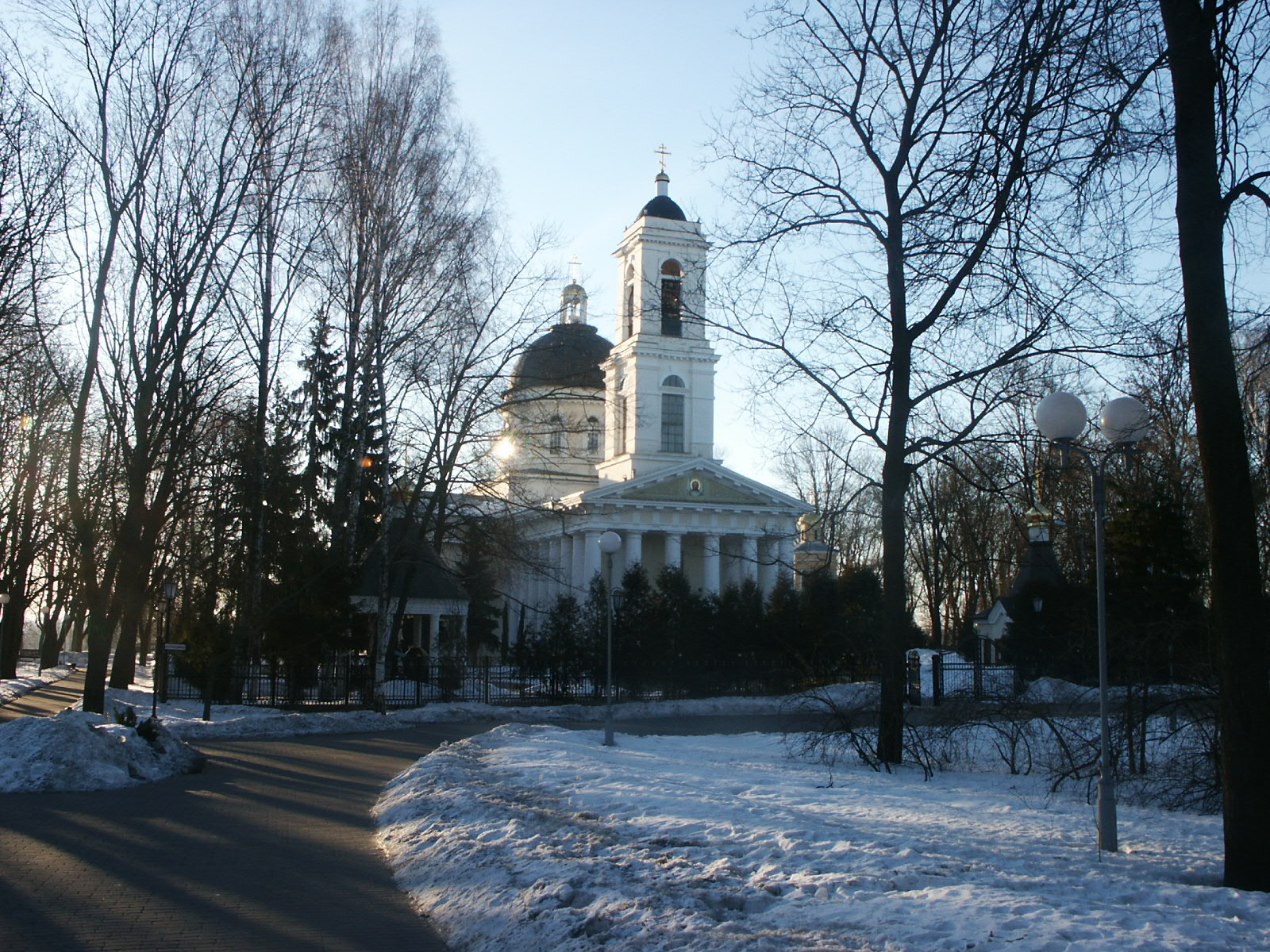
Собор святих Петра і Павла

Гомельський палацово-парковий ансамбль (біл. Гомельскі палацава-паркавы ансамбль) — пам'ятка природи республіканського значення, пам'ятка архітектури Гомеля другої половини XVIII — середини XIX століть, унікальний комплекс пам'яток природи, археології, історії та архітектури Білорусі. Простягнувся на 800 м уздовж правого (високого) берега річки Сож.
До складу Гомельського палацово-паркового ансамблю входять:
- городище стародавнього і середньовічного Гомеля X–XVIII століть з елементами природного та історичного ландшафту;
- Палац Румянцевих і Паскевичів XVIII–XIX ст.;
- парк XIX ст.;
- собор святих Петра і Павла початку XIX ст.;
- каплиця-усипальниця родини Паскевичей другої половини XIX ст.;
- Зимовий сад з баштою огляду — колишній цукровий завод XIX ст.;
- комплекс господарських споруд XIX ст. на території парку, що включають адміністративний будинок;
- прилегла Зарічна паркова зона з її природним середовищем;
- планувальна структура центральної частини міста з історичним трасуванням вулиць і пам'ятками архітектури XVIII — початку XX ст.

Центральний ланкою комплексу є парк площею 34 гектара. На території парку налічується близько 5000 дерев. В основному росте липа, акація, береза, каштан, ясен, клен гостролистий та інше. Є більше 30 видів екзотів: гінкго дволопатеве, яблуня Нядвецкого, сосна чорна, дуб гребінчастий, бархат амурський, модрина та ін. Сучасний вигляд парк придбав при І. Ф. Паскевичі. Керував роботами по розбивці парку польський архітектор Адам Ідковскі. Парк розділений Лебединим ставком на дві частини — південну (де знаходиться палац Румянцевих-Паскевичей, собор святих Петра і Павла, каплиця-усипальниця Паскевичей, пам'ятник М. П. Румянцеву) і північну (розташовується парк атракціонів, Зимовий сад, оглядова вежа, яка є колишньою трубою цукрового заводу).
Композиційним центром ансамблю є побудований у стилі класицизму палац, який втілив у художній формі дух катерининської епохи.
Каплиця-усипальниця родини Паскевич була створена в псевдорусском стилі у 1889 році за проектом архітектора Я. І. Червінського за участю художника С. Садикова. За проектом англійського архітектора Джорджа Кларка в 1809–1824 році недалеко від палацу побудований собор святих Петра і Павла, який зараз є кафедральним собором Гомельско-Жлобінської єпархії Російської православної церкви.
Також у Гомельському парку, на Київському узвозі, розташована бронзова скульптурна композиція «Човняр» у вигляді чоловіка, який стоїть в човні, а поруч з ним сидить рись. Ця скульптура символізує першого гомельчанина, який приплив у ці місця.